# Red Informativa
Red Informativa fue el servicio informativo de La Red, que se emitió desde 1981 hasta 2023, siendo el segmento de mayor antigüedad dentro de la televisora.
Su tarea era recopilar los informes de los noticieros de Canal 4, Canal 10 y Teledoce, seleccionando los de mayor interés para el interior, y agregando reportes departamentales de las distintas emisoras afiliadas a la cadena, todo en un compacto de 30 minutos, al cual se le suman algunas secciones generadas por la producción del informativo.

## Historia

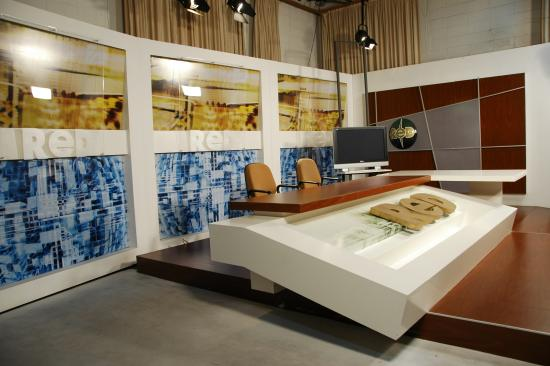
Estudio de Red Informativa en 2010.

En 2002, se efectuó la contratación por parte de Red Informativa de los servicios de la empresa AccuWeather para la provisión de pronósticos extendidos e informes agrometeorológicos exclusivamente para el interior del país y una síntesis informativa internacional, provista por la cadena de noticias CNN Internacional.
Desde abril de 2009, se incorporó al noticiero el reconocido periodista Daniel Nogueira, para conducir la edición central y un ciclo especial de entrevistas de 15 minutos durante la misma.
En 2012, Red Informativa introdujo una sección interactiva a través de la lectura de comentarios posteados por televidentes en las redes sociales del canal.
A partir de 2017, las tres ediciones semanales de Red Informativa se emiten en vivo en la página de Facebook de la emisora, y desde octubre de 2019 también en el canal de YouTube de La Red.
Al comenzar 2019, Red Informativa deja de emitir en sus compactos los informes de Subrayado de Canal 10.
El 30 de noviembre de 2023 se emitió su última edición en vivo desde los estudios de La Red. Desde entonces, el canal se limita a emitir la repetición de la edición central de Telemundo 12 en su lugar.

## Personal

### Producción
- Nicolás Juanicó (técnica)
- Javier Sevilla (técnica)
- Mario Melide (dirección de TV)
- Francisco Pazos (edición)
- Stefani Lain (producción periodística)

### Periodistas
- Gustavo Harreguy (conductor de la edición central)
- Stefani Lain (conductora de la edición dominical)
- Verónica Amorelli (conductora de la edición mediodía)
- Belén Espiñeira (conductora de la sección Deportes y ediciones varias)
- Ignacio Temperán (conductor de la sección Deportes)

- Nicolás Núñez (conductor de la edición central,[5][3] coordinador general del informativo[2] y conductor de En campaña)
- Rossana Crosta (conductora de la edición central)
- Beatriz Fonseca (conductora de la edición mediodía y la edición dominical)
- Lorena Bomio (conductora de la edición central)
- Alfonso Lereté (conductor de la edición central)
- Andrés Sena (conductor de la edición central)
- Álida Fernández (conductora de la edición central)
- Miguel Chagas (conductor de la edición central)
- Daniel Nogueira (conductor de la edición central)[2]
- Fernanda Sandoval (conductora de la edición dominical)
- Beatriz Martínez (conductora de la edición central)
- Bernardo Salsamendi (conductor de la edición central)
- Mónica Lorenzo (conductora de la edición central y la edición dominical)
- Gerardo Zucotti (conductor de la sección Deportes)
- Verónica Amorelli (conductora del programa Candidatos)
- Silvia Arruabarrena (conductora de la edición mediodía)
- Cristina Ocampo (locutora de la sección "El Tiempo", anteriormente meteoróloga)
- Maximiliano Peña (conductor de la edición dominical)
- Gabriel Regueira (conductor de la sección "Deportes")
- Martín Díaz Nappa (conductor de la sección "Deportes")

## Secciones
Las secciones propias del informativo fueron:
- Cotizaciones, auspiciada y provista por el banco Scotiabank.
- El Tiempo, con información de la empresa meteorológica AccuWeather.
- Quiniela, emitida en la edición central del noticiero con las numeraciones correspondientes al sorteo de la quiniela nocturna montevideana del día de la fecha.

## Ediciones informativas
El horario de las distintas ediciones noticiosas no ha variado prácticamente desde 1981, y el noticiero únicamente se levantaba a causa de medidas gremiales tomadas por el sindicato de los empleados de la cadena ADERT (Asociación de Empleados de Red Televisión), como ocurrió en 2015, cuando La Red se encontraba en una situación financiera crítica.
Poseían 2 emisiones diarias de lunes a viernes a las que se le suma 1 los domingos:
- Edición Mediodía: lunes a viernes, 13:30 hs.[nota 1]
- Edición Central: lunes a viernes, 22:00 hs.[nota 1]
- Edición Domingo: domingos, 22:00 hs.[nota 1]

Además, Red Informativa emitía flashes informativos de lunes a viernes a las 20:00 hs. Eventualmente, el departamento de prensa de La Red ha producido programas y ediciones informativas especiales. Algunos ejemplos son los programas En Campaña o Candidatos, y las entregas informativas especiales realizadas en junio y octubre de 2019 por las elecciones internas y las elecciones nacionales de ese año. Todas están conducidas por el equipo de periodistas del informativo.

## Logotipos
Hasta la fecha Red Informativa usó 5 logos diferentes, que ocasionalmente fueron acompañados de una renovación del estudio y de la imagen corporativa de La Red.